# Mirosław Ostromęcki
Mirosław Ostromęcki, ps. Majewski, Mirski Kazimierz, Orski (ur. 17 grudnia 1914 w Warszawie, zm. 30 marca 2000 tamże) – żołnierz Narodowych Sił Zbrojnych i Armii Krajowej, podpułkownik Wojska Polskiego, szef Biura Informacji w KG NSZ, redaktor naczelny „Szańca”, działacz społeczny.

## Życiorys

### Dzieciństwo i młodość
Urodził się w Warszawie w rodzinie inteligenckiej. Absolwent Państwowego Gimnazjum im. Stefana Batorego w Warszawie (1932). Studiował na Wydziale Mechanicznym Politechniki Warszawskiej. W 1933 został przyjęty do korporacji akademickiej Arkonia. Na studiach politechnicznych nawiązał bliskie kontakty z wieloma przedstawicielami ruchu narodowego. W latach 1936−1938 pełnił funkcje pierwszego wiceprezesa, a następnie prezesa Bratniej Pomocy Politechniki Warszawskiej oraz przewodniczącego Porozumienia Bratnich Pomocy Uczelni Warszawskich, zawartego w celu egzekwowania od władz oświatowych II RP prawa do autonomii wyższych uczelni.

### II wojna światowa
Po kampanii wrześniowej wstąpił do Organizacji Wojskowej Związek Jaszczurczy, organizując w nim pion propagandy. Był twórcą Polskiej Informacji Prasowej – agencji informacyjnej powołanej przez Grupę „Szańca”. Przez całą okupację agencja wydawała w nakładzie 300 egz. wewnętrzny biuletyn, służący jako podstawa materiałowa dla prasy partyjnej z „Szańcem” na czele (korzystała z niej także prasa Armii Krajowej). Ostromęcki redagował też pismo „Naród i Wojsko”, a z czasem przejął kontrolę wydawniczą nad większością tytułów środowiska „Szańca”: „Załogą”, „Placówką” oraz „Agencją Antykomunistyczną”. W okresie okupacji pracował oficjalnie w założonej przez siebie firmie komisowej w Warszawie. Od połowy 1942 ukrywał się, poszukiwany przez Gestapo. Po powstaniu Narodowych Sił Zbrojnych w 1942 został szefem Biura Informacji w KG NSZ.
Należał do ścisłego kierownictwa tajnej Organizacji Polskiej (nazywanej też Organizacją Wewnętrzną); od 1943 – do Dyrektoriatu, utajnionych struktur środowiska „Szańca” (poziom wtajemniczenia C – „Czarniecki”, a następnie Z – „Zakon”), gdzie był odpowiedzialny za propagandę (grupa II; Grupa propagandy). Równolegle w strukturze wojskowej pełnił funkcję przewodniczącego Komitetu Wydawniczego przy dowódcy NSZ. W 1943 ukończył kurs podchorążówki NSZ. W tym samym czasie, od 1942, w jego domu we Włochach ukrywała się rodzina żydowska. Wybuch powstania warszawskiego zaskoczył go w Warszawie; walczył w oddziale por. Michała Słomińskiego pod ps. Majewski; został awansowany na stopień ppor. Armii Krajowej. W lokalu konspiracyjnym przy ul. Wspólnej zorganizował redakcję powstańczego „Szańca”; pismo było drukowane codziennie w 10 tys. egz. w kolejnych drukarniach AK; w sumie wydano 43 numery, ostatni na początku października 1944. Kolportażem zajmowała się głównie Kompania NSZ „Warszawianka” wchodząca w skład Zgrupowania „Chrobry II” AK, z którą utrzymywał kontakt za pośrednictwem przekopu pod Alejami Jerozolimskimi.

### Po upadku powstania
Po powstaniu uciekł z transportu i zameldował się w KG NSZ w Brwinowie. W styczniu 1945, awansowany do stopnia porucznika, został inspektorem NSZ na Obszar Centrum-Wschód (pod ps. Mirski); jednocześnie był członkiem Komitetu Wykonawczego Organizacji Wewnętrznej (najwyższy poziom wtajemniczenia – „A”); w pierwszej połowie 1945 objeżdżał podległe mu okręgi (białostocki, lubelski, siedlecki, warszawski) z rozkazem stopniowego likwidowania oddziałów oraz przenoszenia „spalonych” i zagrożonych aresztowaniem żołnierzy na ziemie zachodnie i północne. Osobnym problemem było podtrzymywanie morale oddziałów leśnych. W lipcu 1945 wszedł w skład Rady Inspektorów NSZ przy Komendancie Głównym. Aresztowany 1 października 1945 w mieszkaniu konspiracyjnym w Warszawie, w Kolonii Staszica. Jak sam wspominał: „UB otoczyło całą dzielnicę i przeszukiwało dom po domu”. Przetrzymywany najpierw w więzieniu na warszawskiej Pradze przy ul. 11 Listopada, a następnie w więzieniu mokotowskim.
Śledztwo prowadzili Ludwik Serkowski i Józef Różański. Oskarżony z art. 1 dekretu o ochronie państwa z 30 października 1944 oraz z art. 27 kodeksu karnego Wojska Polskiego. 28 października 1946 został skazany przez Wojskowy Sąd Rejonowy w Warszawie na karę śmierci z utratą praw publicznych na zawsze oraz konfiskatą mienia. Po latach wspominał: „Na ułaskawienie oczekiwałem w pojedynce, ze światłem w noc i w dzień”. Bolesław Bierut ułaskawił go 12 grudnia 1946 dzięki interwencji wielu osobistości (m.in. ks. kard. Adama Sapiehy, Juliana Tuwima i Stanisława Szwalbego), a wbrew jednogłośnej decyzji Najwyższego Sądu Wojskowego oraz opinii MBP wystawionej przez płk Józefa Różańskiego i dyrektora Biura Prezydialnego KRN Kazimierza Biskupskiego. Karę zamieniono na dożywocie, następnie w wyniku amnestii na 15 lat pozbawienia wolności. Więziony we Wronkach.
Postanowieniem sądu z 19 marca 1955, latem tego roku został warunkowo zwolniony. Do więzienia nie wrócił. Pracował w przemyśle elektromaszynowym, głównie we Wrocławiu. 
W latach 1958−1984 był dyrektorem Zakładów Aparatury Elektronicznej we Wrocławiu, należących do spółki INCO-VERITAS. Po wyjściu z więzienia należał, jako szeregowy członek, do Stowarzyszenia PAX.

### Okres III RP
Po 1989 awansowany decyzjami Ministra Obrony Narodowej do stopnia majora (1995), a następnie podpułkownika (1999). Współtwórca Związku Żołnierzy NSZ; od 1992 przewodniczący Rady Naczelnej Związku. Od 1990 członek Koła nr 1 Stowarzyszenia Polskich Kombatantów. Od 1995 członek założyciel Klubu Przyjaciół „Szańca”.
Zmarł 30 marca 2000 w Warszawie, pochowany w grobie rodzinnym na warszawskich Powązkach (kwatera 34-1-29/30).
W 1940 ożenił się z Heleną Deskur (zm. w 2000), krewną ks. kard. Andrzeja Deskura. Mieli dwójkę dzieci: córkę Annę Ostromęcką-Kieniewicz (1944−2000) i syna Andrzeja (ur. 1942).

## Odznaczenia
- Krzyż Kawalerski Orderu Odrodzenia Polski
- Krzyż Partyzancki
- Krzyż Narodowego Czynu Zbrojnego
- Brązowy Medal „Za zasługi dla obronności kraju"
- Krzyż Zasługi Stowarzyszenia Kombatantów Polskich
- Odznaka Brygady Świętokrzyskiej